# Alan Smith (futbolista)
Alan Smith (Birkenhead, Inglaterra, Reino Unido, 8 de junio de 1939-Torquay, Inglaterra, Reino Unido, 7 de septiembre de 2016) fue un futbolista británico. Durante toda su carrera perteneció a las filas del Torquay United, equipo con el que disputó un total de 278 partidos en la Football League. Se desempeñaba tanto en la posición de defensa central como en la de lateral.

## Biografía
Alan Smith nació en la localidad inglesa de Birkenhead en 1939. Tras formarse en el Port Sunlight, Eric Webber, entrenador del Torquay United, lo fichó. Smith disputó las siguientes diez campañas en las filas de este conjunto y es uno de los tan solo quince jugadores que han jugado más de trescientos partidos con el club. Además, a lo largo de su carrera, anotó un total de tres goles. El presidente del equipo, David Phillips, dijo de él: «Nadie estaba más comprometido que Alan y, aun así, no le mostraron ni una sola tarjeta en toda su carrera; eso te dice todo lo que necesitas saber acerca de él».
Tras su retirada del fútbol profesional, provocada por una lesión, Smith trabajó en la administración local. Falleció el 7 de septiembre de 2016 en Torquay, a los 77 años de edad.

### Clubes
| Club                 | País       | Temporadas | Partidos | Goles |
| -------------------- | ---------- | ---------- | -------- | ----- |
| Torquay United F. C. | Inglaterra | 1957-1969  | 278      | 2     |

### Citas
1. 1 2 3 4 5 6 7 8 9  David Thomas (7 de septiembre de 2016). «Alan Smith – a stalwart for the Gulls in the 1950s and 60s – dies at the age of 77» (en inglés). Torquay Herald Express. Archivado desde el original el 8 de septiembre de 2016. Consultado el 7 de septiembre de 2016.
2. 1 2  Neil Brown. «Alan Smith» (en inglés). Post War English & Scottish Football League A - Z Player's Transfer Database. Consultado el 7 de septiembre de 2016.